# الحدود الفرنسية الهولندية

خريطة جزيرة سانت مارتن

الحدود الفرنسية الهولندية، هي الحدود بين تجمع سان مارتين، الفرنسي، وسينت مارتن، وهي دولة مكونة لمملكة هولندا، في جزيرة سانت مارتن في منطقة البحر الكاريبي . مساحة الجزيرة، 87 كيلومتر مربع (34 ميل2)، مقسمة بين الجمهورية الفرنسية (53 كيلومتر مربع (20 ميل2) ومملكة هولندا (34 كيلومتر مربع (13 ميل2) بحدود يبلغ طولها 16 كم (10 ميل)،  لكن الجزأين متساويان تقريبًا في عدد السكان.

## الوصف
تبدأ الحدود من الغرب عند خليج كوب كوي ثم تتقدم شرقاً، متقاطعة مع شارع  تير باس/طريق الراين. ثم تمر عبر خليج سيمبسون باي لاجون بين جزيرة ليتل كي (الهولندية) وجراند إيسليت (الفرنسية). تعبر الحدود شارع دي هولاند / طريق الاتحاد ثم تنعطف شمالًا شرقًا، مروراً عبر تل سينت بيتر وجبل ديه أكورد وتل كونكورديا وتل ماريجوت وجبل فلاغستاف. ثم تتجه نحو الجنوب الشرقي ثم الشرق، وتنتهي في الشرق عند خليج أويستر بوند.

## التاريخ

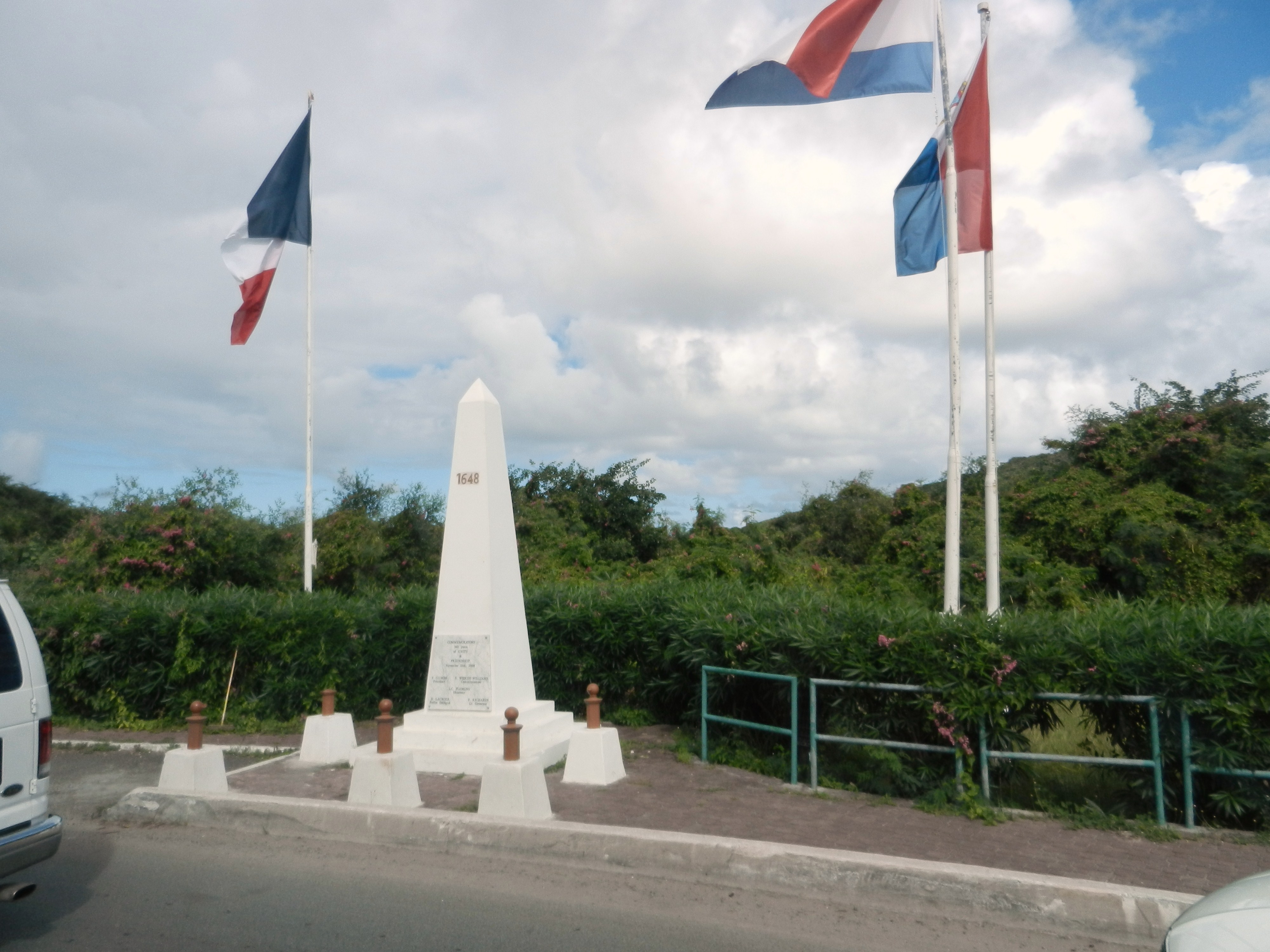
نصب تذكاري للحدود في سانت مارتن

كانت الجزيرة تاريخيا موطن شعوب الأراواك والكاريب الأصليين، اكتشفت لأول مرة من قبل الأوروبيين في عام 1493 عندما أبحر كريستوفر كولومبوس في رحلته الثانية إلى الأمريكتين. كانت ملكية الجزيرة متنازع عليها بين هولندا وإسبانيا، سحب الإسبان مطالبهم في أربعينيات القرن السادس عشر، فقط ليبدأ الفرنسيون في الاستقرار في شمال الجزيرة. من أجل تجنب القتال حول هذه المسألة، وقعت فرنسا وهولندا معاهدة كونكورديا في 23 مارس 1648 التي قسمت الجزيرة رسميًا إلى منطقتين قضائيتين. تم تأكيد الحدود النهائية عام 1817. تروي الأساطير المحلية المختلفة كيف تم تحديد الحدود من قبل مسؤول فرنسي وهولندي يسيران حول الجزيرة، حيث حصل الهولنديون على مساحة أقل بسبب شرب ممثلهم الجن.
في عام 1994، وقعت فرنسا وهولندا المعاهدة الفرنسية الهولندية بشأن ضوابط حدود سانت مارتن، والتي حسنت الضوابط الحدودية المتبادلة في مطاراتهما في الجزيرة.
اليوم هناك حركة في سانت مارتن تروج لتوحيد الجزيرة، الأمر الذي من شأنه أن يجعل الحدود بينهما تختفي.

## المعابر الحدودية
الحدود مفتوحة بالكامل ويمكن عبورها بحرية.